# Xidan
Xidan (Chinês: 西单; Pinyin: Xīdān) é uma importante zona de comércio tradicional em Pequim, China. Ele está localizado no Distrito de Xicheng.
O distrito comercial de Xidan incorpora o Espaço Cultural Xidan, Xidan North Street, assim como muitos supermercados e lojas de departamento. A praça cultural de Xidan é o maior local para eventos culturais no centro de Pequim.

## Área
Xidan ocupa cerca de 80 hectares (197.7 Hectares) no District de Xicheng.

## Nome

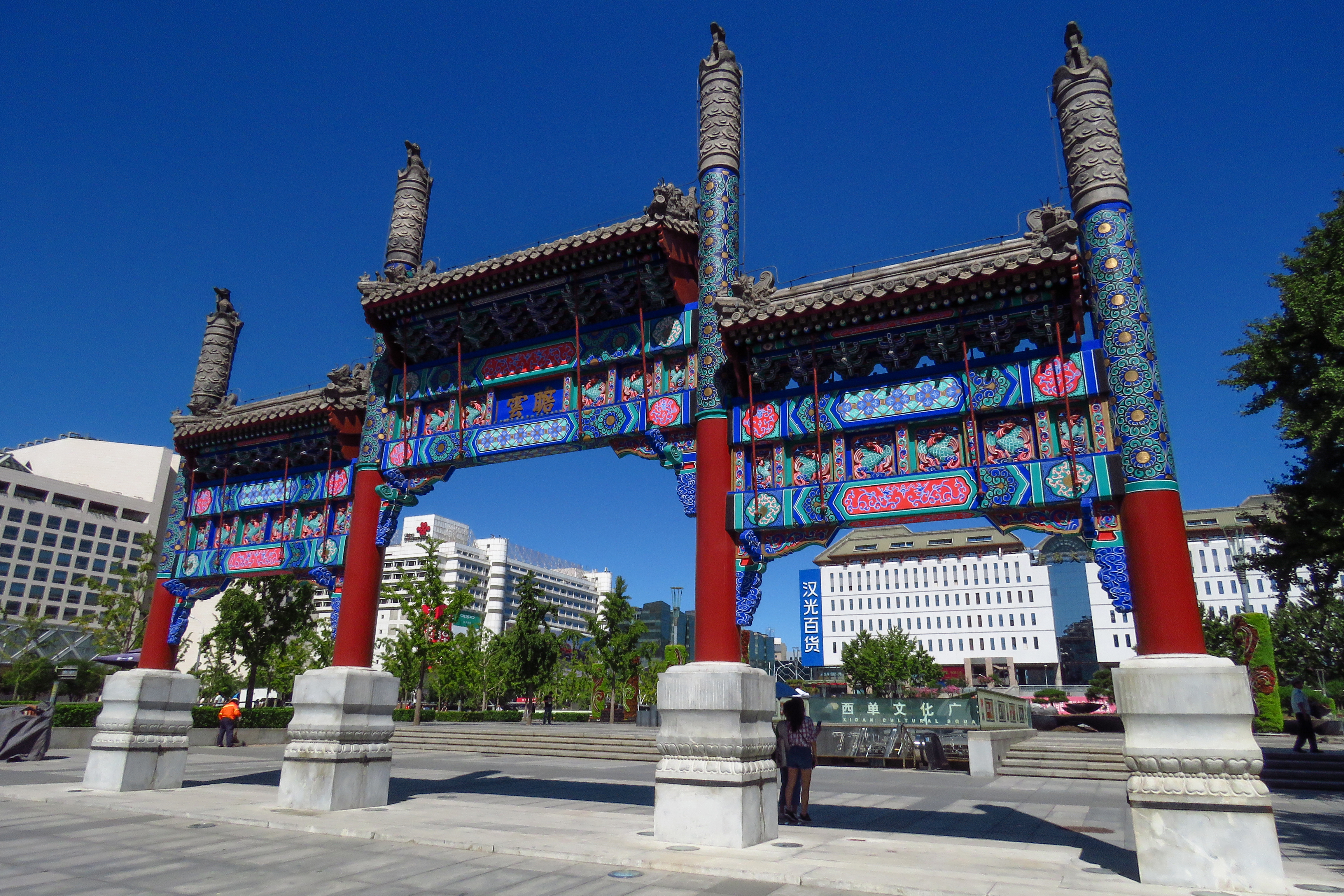
O atual "Zhanyun", portal de entrada em Xidan

O nome de Xidan (literalmente, "Oeste Único") veio a partir do portal de entrada que existia em uma das ruas do local. Neste contexto, o nome de "Xidan" refere-se ao único (单) portal de entrada que existia no lado oeste (西) da cidade.
O portal de entrada foi reconstruído em 2008, e agora está na praça cultural de Xidan.

## História
Xidan, começou a desenvolver a Dinastia Ming como uma área juntamente com a passagem para os comerciantes do Sudoeste da China para entrar em Pequim. Restaurantes e lojas foram sendo construídas para esses comerciantes. Eventualmente, a parte Oeste da cidade tornou-se a área residencial para os funcionários, Xidan tornou-se uma área comercial. A localização de várias agências do governo, quando Pequim estava sob a administração da República popular da China também ajudou o crescimento econômico de Xidan.
A área começou a experimentar um enorme crescimento na década de 1950, a população de Pequim começou a mover-se em direção ao oeste. Na década de 1970, Xidan, juntamente com Qianmen e Wangfujing, tornaram-se três grandes áreas comerciais de Pequim.
Atualmente, a área é conhecida em toda a Pequim como uma área comercial. Muitos shoppings e lojas de departamento possuem lojas dentro da área, dos quais o mais antigo é a versão continental da loja de departamento Taiwanesa, Chungyo.
Xidan é também a casa para Lingjing Beco, o que, 32m (34 metros), é considerado o mais amplo hutong em Pequim.

### Muro de Xidan
Muro de Xidan, também chamado de Muro da Democracia, é uma longa parede de tijolos na Rua de Xidan. Erguido em 1978, o evento é geralmente reconhecido como o início da Primavera de Pequim. O Muro de Xidan desempenhou um papel significativo no movimento pela democracia, em Pequim, durante o verão de 1979. Foi nesse momento em que a parede recebeu um número significativo de cartazes que criticou os líderes da China. Mesmo um premiado jornalista Canadense John Fraser colocou sua mensagem no muro, cuja mensagem era sobre a perda de um anel de ouro, resumiu de forma vaga o sentimento político bizarro da época, e resultou em seu endereçamento nas manifestações na Praça Tiananmen, em 1979. No entanto, em dezembro de 1979, o governo de Pequim proibiu a afixação de cartazes de parede em Xidan, em uma tentativa de reduzir o movimento democrático. O governo municipal, em vez disso, permitiu que cartazes possam ser afixados em um sítio de dentro do Parque Yuetan, localizado em Pequim, mas requerendo a  necessidade de registro e de um acordo a ser "responsável legal das implicações políticas de suas mensagens." Eventualmente, o cartaz mais famoso foi do escritor de Xidan Parede, Wei Jingsheng, que foi enviado para a prisão.

## Transporte

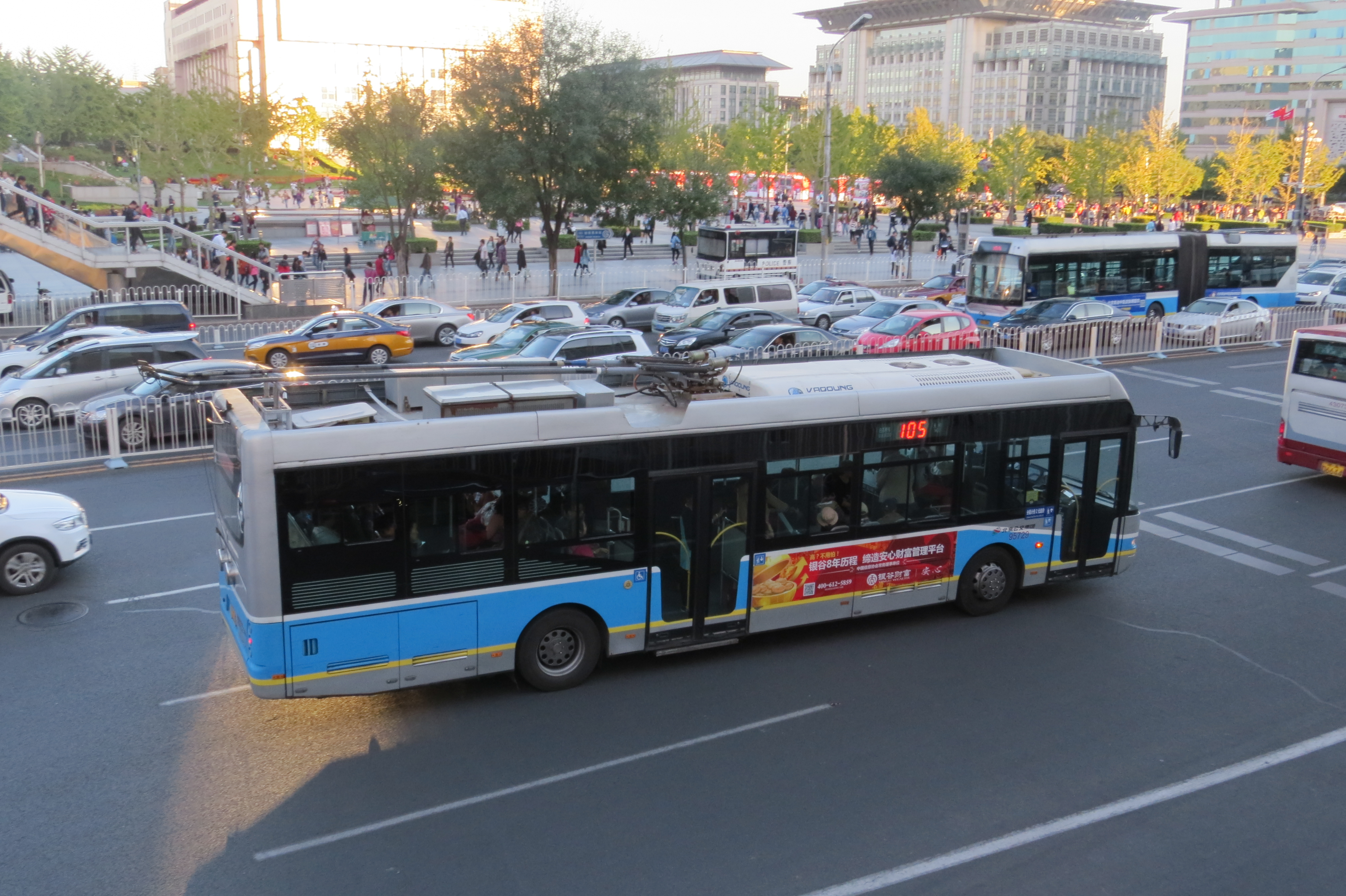
Um trólebus em Xidan

A área é servida pela estação de Metrô de Xidan, o que é um intercâmbio entre a Linha 1 e a Linha 4 do Metrô de Pequim. Além disso, muitas linhas de ônibus servem a área.

## Governo e infraestrutura
O Ministério da Educação Chinês tem sede em Xidan.

## Ensino
Escola Primária de Xidan (S: 北京市西单小学, P: Běijīng Shì Xīdān Xiǎoxué) serve a região. A antecessor dessa escola era uma escola particular, Escola Primária de Jiemin (洁民小学), criada em 1934. O Ministério da Educação assumiu o controle, em 1953. Em 1958, Jiemin mescou-se com a Escola Primária de Xidan Toutiao (西单头条小学) e Escola Primária de Baimiao (白庙小学). A escola recebeu seu nome atual em agosto de 2002.

## Futuro

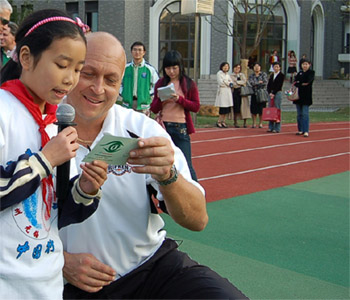
Uma estudante da Escola Primária de Xidan lê carta direcionada ao Emissário de Diplomacia Pública dos Estados Unidos, Cal Ripken

O Governo Chinês estabeleceu objetivos de Xidan, no seu 11º Plano quinquenal, com o objetivo declarado de melhorar a área do ambiente, bem como diversificar o gênero de lojas que abrem na área. Partes do plano foram concluídas em tempo para os Jogos Olímpicos de 2008.